# Nebojša Malbaša
Nebojša Neba Malbaša (en serbe cyrillique : Небојша Малбаша), né le 25 juin 1959 à Belgrade, est un footballeur serbe, qui évoluait comme attaquant de pointe. Il débute dans son pays natal, la Yougoslavie, avant d'émigrer en Belgique en 1987, où il joue dix ans avant de ranger ses crampons. Il travaille quelques saisons comme entraîneur, puis se dirige vers le recrutement de joueurs des pays de l'ancienne Yougoslavie.

## Carrière
Nebojša Malbaša débute au plus haut niveau en 1981, au HNK Rijeka, club de première division yougoslave. Il y reste cinq saisons, et est ensuite transféré en 1986 par le Dinamo Zagreb, un des grands clubs du pays. Après un an, le RFC Liège, un club belge, le recrute. 
Il devient rapidement un joueur important dans le système de jeu de l'entraîneur Robert Waseige, inscrivant plusieurs buts importants. Lors de sa première saison, il marque 21 buts en championnat, faisant de lui le troisième meilleur buteur de la saison, derrière Francis Severeyns et Marc Degryse. Il forme à Liège un duo d'attaque redoutable avec son compatriote Zvonko Varga, l'un ou l'autre pouvant être suppléé par le vétéran et international belge Danny Veyt. En 1989, le RFC Liège termine à une belle troisième place. L'année suivante, il est remplaçant lors de la finale de la Coupe de Belgique. Il monte au jeu à la 60e minute alors que le score est de 1-1, et environ 20 minutes plus tard, il inscrit le but de la victoire pour son équipe. C'est la première, et à ce jour la seule, Coupe de Belgique remportée par le club liégeois. Il participe aux épopées liégeoises en Coupes d'Europe, qui voit le club atteindre deux années de suite les quarts de finale, d'abord en Coupe UEFA 1990, ensuite en Coupe des Coupes 1991.
En 1991, le RFC Liège cède Malbaša au Sporting de Charleroi, dirigé par son compatriote Luka Peruzović. Un an plus tard, ce dernier est engagé par Anderlecht, et est remplacé par Robert Waseige, l'ancien entraîneur de Malbaša à Liège. Il retrouve ses qualités de buteur, et participe à nouveau à la finale de la Coupe de Belgique en 1993 face au Standard de Liège. Il effectue une très bonne prestation, mais ne peut empêcher la victoire des Rouches liégeois. Sa performance n'est pas passée inaperçue au Standard, qui le recrute durant l'été 1995.
Âgé de 36 ans, Nebojša Malbaša est utilisé comme remplaçant par le Standard, où Marc Wilmots et Michaël Goossens sont les titulaires en attaque. Il entre régulièrement au jeu, et inscrit un but en championnat. Après une saison, il retourne à Charleroi, mais cette fois à l'Olympic, en Division 2. Le club est relégué en troisième division à l'issue du barrage pour le maintien, et Malbaša décide de mettre un terme à sa carrière de joueur.
Il est nommé entraîneur-adjoint de Zvonko Varga au RFC Liège peu après sa retraite. En fin de saison, il devient l'entraîneur principal de l'Olympic, où il reste jusqu'en 2000. Il retourne alors à Liège, mais l'expérience tourne court et il est licencié après quelques mois.
Depuis lors, Malbaša s'est dirigé vers le recrutement de jeunes joueurs. Il est actif dans les championnats de jeunes en Serbie, où il repère les bons éléments pour des clubs européens plus huppés.

## Palmarès
- Vainqueur de la Coupe de Belgique en 1990 avec le RFC Liège.
- Finaliste de la Coupe de Belgique en 1993 avec le Sporting de Charleroi.